# Argentera
Argentera là một đô thị tại tỉnh Cuneo trong vùng Piedmont của Italia, vị trí cách khoảng 100 km về phía tây nam của Torino và khoảng 50 km về phía tây của Cuneo, on the border with France. Tại thời điểm ngày 31 tháng 12 năm 2004, đô thị này có dân số 105 người và diện tích là 77,7 km².
Đô thị Argentera có các frazioni (đơn vị cấp dưới, chủ yếu là các làng) Bersezio, Ferrerevà Le Grange (borgo diroccato).
Argentera giáp các đô thị: Acceglio, Canosio, Larche (France), Pietraporziovà Saint-Etienne-de-Tinée (Pháp).